# Trío Brahms
El Trío Brahms es uno de los principales conjuntos de cámara de Rusia, un trío de piano que reúne al violinista Nikolai Sachenko – ganador de la Medalla de Oro del XI Concurso Internacional Chaikovski de Moscú, al violonchelista Kirill Rodin – ganador de la Medalla de Oro del VIII Concurso Internacional Chaikovski, y la pianista Natalia Rubinstein, ganadora del primer premio del Concurso de Música de Cámara Joseph Joachim de Weimar y fundadora del conjunto.
Fue fundado en Moscú en 1988 y ha actuado en todo el mundo y ha grabado gran parte del repertorio para trío de piano ruso. El Trío Brahms ha contribuido a ampliar el repertorio de cámara redescubriendo tríos para piano desconocidos de compositores rusos de finales del siglo XIX y de principios del XX.
Los músicos del Trío Brahms son profesores del Conservatorio Chaikovski de Moscú y han recibido premios "Por su destacada contribución al desarrollo de la cultura", así como el título de "Artista meritorio de Rusia".

## Primeros años
El Trío Brahms se formó en 1988 como parte de la clase de música de cámara de Konstantin Oznobishchev en la Escuela de Música de Gnessin. Desde 1990, la biografía artística del Trío Brahms está indisolublemente ligada al Conservatorio Chaikovski de Moscú. Las clases de música de cámara de los legendarios profesores del Conservatorio de Moscú Tatiana Gaidamovich y Oleksandr Bondurianskyi (El famoso Trío de Moscú) tuvieron un impacto inapreciable en la formación musical y el desarrollo del conjunto.  Además, maestros como Tatiana Zelikman, Natalia Shakhovskaya, Valentin Berlinsky (Cuarteto Borodin) y el gran director Rudolf Barshai tuvieron una influencia significativa en la configuración de su estilo interpretativo y la carrera del trío. En 1991, el conjunto recibió el nombre de Johannes Brahms. Ese mismo año tuvo lugar el debut oficial del Trío Brahms en la Pequeña Sala del Conservatorio de Moscú. En 1993, el Trío Brahms ganó el 2.º premio en el XIII Concurso Internacional de Música de Cámara de Trapani, Italia, y en 1996, el 1r. premio en el Primer Concurso de Música de Cámara Joseph Joachim de Weimar, Alemania. 

## Actividades
Desde mediados de los años 90, el Trío Brahms ha tenido una activa agenda de conciertos con apariciones regulares en importantes salas de conciertos como la Gran Sala del Conservatorio Chaikovski de Moscú, las salas de conciertos de la Filarmónica de San Petersburgo, la Brucknerhaus de Linz, el Stadtcasino de Basilea, la Filarmónica Nacional de Varsovia, la Sala de Conciertos Vatroslav Lisinski de Zagreb, la Sala de Conciertos Cemal Reşit Rey de Estambul, el Centro de las Artes de Seúl, así como en festivales de Melbourne, Hong Kong, Ljubljana, Ohrid, Copenhague, Bruselas y París entre otros.    En 2015, el Trío Brahms fue invitado por ICA Classics a participar en la presentación de la edición conmemorativa en CD 'Un Tributo a Rudolf Barshai' en Londres. 
El trío ha colaborado con artistas de gran renombre como Charles Neidich, Pavle Dešpalj, Andrei Gridchuk, Galina Pisarenko, Hibla Gerzmava, Yana Ivanilova y Carmen Balthrop, entre otros. 

## La historia del trío de piano ruso
La música de cámara rusa ha estado en el centro de las actividades artísticas del Trío Brahms. El repertorio del conjunto incluye todos los famosos tríos de piano rusos y muchas obras previamente desconocidas de compositores rusos de la Edad de Plata y el Art Nouveau, incluidos los tríos de piano de Vladimir Dyck, Sergei Yuferov, Konstantin Sternberg, Nikolai Lopatnikoff y otros, que fueron estrenados por el Trío Brahms.    NAXOS publica la primera antología del trío de piano ruso, grabada por el Trío Brahms, una serie de 15 CD, titulada 'Historia del trío de piano ruso', a partir de noviembre de 2020. 

## Conservatorio de Moscú
Graduados en el Conservatorio de Moscú, los miembros del Trío Brahms amplían las tradiciones de la escuela rusa de artes escénicas y educación musical fundada por Anton Rubinstein en el siglo XIX. Natalia Rubinstein ha sido profesora de música de cámara en el Conservatorio de Moscú desde 2003, y Kirill Rodin ha ocupado el puesto de profesor de violonchelo desde 1990.   Sus alumnos son regularmente galardonados en concursos rusos e internacionales, y muchos de ellos actúan y enseñan activamente en universidades y conservatorios de todo el mundo. Por iniciativa del Trío Brahms, en el Conservatorio de Moscú y en el Instituto Estatal de Estudios Artísticos de Moscú se celebra anualmente una serie de conciertos de música de cámara con jóvenes intérpretes. En 2018, el Trío Brahms organizó una serie de conciertos de música de cámara rusa, interpretados por jóvenes conjuntos del Conservatorio de Moscú, en el Albert Long Hall de la Universidad del Bósforo de Estambul. 
El Trío Brahms es uno de los principales grupos de la temporada de conciertos de música de cámara en el Conservatorio Chaikovski de Moscú. 